# Water Babies
Water Babies ist ein Jazzalbum von Miles Davis. Es enthält Material, das am 7., 13. und 23. Juni 1967 bzw. am 11. und 12. November 1968 in verschiedenen Besetzungen entstand und erschien 1976 bei Columbia Records.

## Entstehung des Albums und der Aufnahmen
Das Major-Label Columbia musste während der krankheitsbedingten Pause von Miles Davis von 1975 bis 1981 die steigende Nachfrage nach Schallplatten des Trompeters befriedigen; neben den Kompilationen unveröffentlichter Studio-Aufnahmen Directions (1981) und Circle in the Round (1979) sowie Livemitschnitten (Miles Davis at Plugged Nickel, Chicago) erschien 1976 Material aus einer Phase des Musikers, die die „zunehmende Elektrifizierung“ der Band mit dem Hinzunehmen von E-Piano und E-Bass darstellt.
Die Musik der A-Seite des Albums mit den drei Shorter-Kompositionen Water Babies, Capricorn und Sweet Pea (das Shorter Billy Strayhorn widmete) entstand in der Besetzung des „zweiten Miles-Davis-Quintetts“ (Davis, Wayne Shorter, Herbie Hancock, Ron Carter, Tony Williams) in der Phase der Nefertiti-Sessions 1967; die restlichen beiden Titel im November 1968, wo Chick Corea mit Hancock E-Piano spielte und Dave Holland Ron Carter am Bass ablöste. Dies fällt in die Zeit zwischen den Filles de Kilimanjaro- und In a Silent Way-Sessions im Februar 1969. Wayne Shorter veröffentlichte seine drei Kompositionen der A-Seite auf dem Blue-Note-Album Super Nova.
2002 wurde die erweiterte CD-Version des Albums veröffentlicht, als Bonus-Track mit dem am 12. November 1968 aufgenommenen Titel Splash, der (gegenüber der 1979 auf Circle in the Round veröffentlichten Version) auch die Keyboard-Einleitung von Herbie Hancock und Chick Corea enthält.

## Titelliste
- Miles Davis: Water Babies (Columbia PC 34396)
  - A1 Water Babies (Shorter) 5:06
  - A2 Capricorn (Shorter) 8:27
  - A3 Sweet Pea (Shorter) 7:59
  - B1 Two Faced (Shorter) 18:01
  - B2 Dual Mr. Tillman Anthony (Davis) 13:18

## Rezeption
Bob Blumenthal lobte das Album nach seinem Erscheinen 1977 im Rolling Stone (“some of its best music. There is simply so much happening here; hear it.”) und verglich die drei Shorter-Kompositionen der A-Seite mit Wayne Shorters Album Super Nova. In diesem Zusammenhang zitierte der Kritiker Herbie Hancocks Kommentar von 1969 („Miles … shapes all the tunes that come into his band“) und bestätigte die Tendenz des Bandleaders, die eher extrovertierten Tendenzen seiner Musiker zu unterdrücken. Hier hob er besonders Tony Williams’ einfachen Becken-Einsatz hinter Davis’ Solo in Water Babies sowie dessen melodische Begleitung für Shorter im selben Stück hervor, die „überwältigend“ sei. In Capricorn liege der Schwerpunkt im Einsatz des Piano – Hancock spiele sein Solo nur mit der rechten Hand. Miles Davis selbst rekurriere mit seinem eigenen Solo auf sein Spiel im Jahr 1956, während Ron Carter und Tony Williams in eher zeitgenössischem Stil spielten. Shorters Komposition Two Faced (von der November-1968-Session) klinge „wie eine Trockenübung für die In a Silent Way Sessions“; brillant seien die rollenden Keyboard-Figuren der beiden Pianisten. Dual Mr. Tillman Anthony (das Davis unter dem Pseudonym W. Process eintrug; Tillman ist der erste Vorname von Tony Williams’ Vater) ist ein funkiger, synkopierter Riff, 14 Takte lang, der 13 Minuten lang von Corea, Carter und Dave Holland wiederholt wird.
Jim Santella schrieb in All About Jazz, die beiden letzten Albumtitel Dual Mr. Anthony Tillmon Williams Process und Splash dokumentierten den Wechsel in Miles Davis’ Musik, der sich in dessen Ensembleklang anbahnte. Zusammenfassend lobte er: Water Babies is a collector’s item that continues to capture our imaginations with every listen.
Scott Yanow vergab an das Album im Allmusic 3½ (von fünf) Sterne und meinte:

“Although not an essential set, this album fills in some gaps during Davis’s transitional period from adventurous acoustic playing to early electric performances.”